# Cyclorama de Jérusalem
Pour les articles homonymes, voir Cyclorama.
Le cyclorama de Jérusalem est un cyclorama de l'artiste Paul Philippoteaux et la rotonde qui l’héberge, situé à Sainte-Anne-de-Beaupré, dans la province de Québec, au Canada.
Il est le seul panorama conservé au Québec et au Canada ainsi que l'unique en Amérique du Nord présenté dans sa rotonde d'origine qui est construite sur pilotis. À l'intérieur, les visiteurs gravissent un escalier dans la pénombre et se retrouvent sur une galerie d'observation de 15 mètres de diamètre qui s'élève à 5 mètres au-dessus du sol. Dans cette vaste enceinte, se trouve le panorama (œuvre peinte à l'huile sur une surface murale continue). Le nom complet de ce panorama est : Jérusalem le jour de la Crucifixion. 

## Histoire

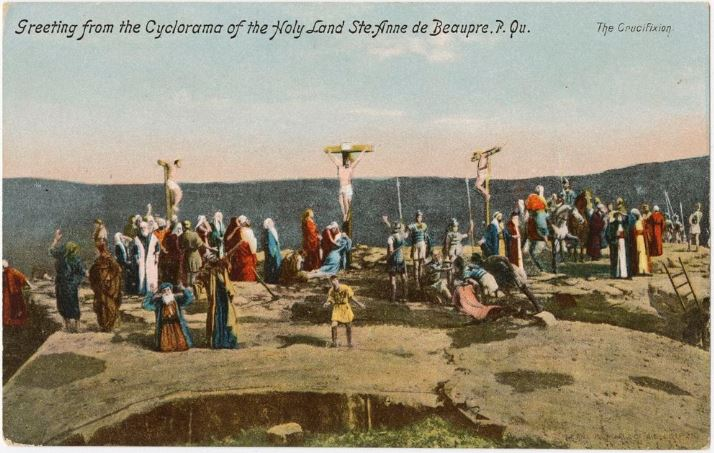
Carte postale.

Ce panorama est l'un des trois plus grands cyclorama peint à l'huile sur toile, de 14 mètres de haut (45 pieds) sur 110 mètres de circonférence (360 pieds). Il a été réalisé en 1887-1888 à New York, sous la direction de Paul Dominique Philippoteaux (1845-1923) sur la base d'esquisses de Bruno Piglhein (1848-1894) auteur d'un autre panorama sur le même thème exécuté à Munich et détruit dans un incendie en 1892. C'est le Dr Ernest Pierpont qui s'occupait de travail panoramique depuis plusieurs années qui réunit des peintres connus en Europe et en Amérique pour réaliser cette œuvre magistrale : Salvador Mège (1853-?) et Ernest Gros (1859-?) de Paris, Charles Abel Corwin (1857-1938) et Olivier Dennett Grover (1861-1927) de Chicago ainsi que Edward J. Austen (1850-1930) de Londres[réf. nécessaire]. 
Ce panorama fut présenté à Montréal, en 1888, au coin des rues Sainte-Catherine et Saint-Urbain, à l'actuel emplacement de la Place des Arts. Chester Greene et Hermine Newbell, avocats de New York, sont les premiers propriétaires connus. Ces œuvres de peinture panoramiques témoignent d'un phénomène de divertissement populaire au cours du XIXe siècle, même si elles étaient concurrencées par les dioramas imaginés par Louis Daguerre. Le  Cyclorama de Jérusalem et sa rotonde sont achetés par un cabinet d'avocats montréalais, dont Ubald Plourde qui devient ensuite l'unique propriétaire et déménage le panorama et des composantes de la rotonde par bateau, à Sainte-Anne-de-Beaupré, en 1895. La toile est alors enroulée autour d'un cylindre de 40 pieds de longueur[réf. nécessaire]. 
Entre 1925 et 1927, Albina Laurendeau fait construire des bâtiments en annexes, dans un style byzantin, d'après les plans de l'architecte Raoul Chênevert.
En 1957, Georges-Henri Blouin concède l'œuvre et sa rotonde à la corporation Cyclorama de Jérusalem Inc. Cette même année, 1/5e de l’œuvre est endommagée à la suite de l'effondrement d'une partie de la toiture. Des travaux de consolidation du bâtiment sont entrepris sous la direction de l'ingénieur Oscar Dorval selon les plans d'Émile-Georges Rousseau. Pour la rotonde, une nouvelle enveloppe extérieure est installée et le pavillon d'entrée est modifié. Une boutique souvenirs est construite. De mars 1958 jusqu'en septembre 1959, la partie de l'œuvre qui est endommagée est repeinte et reconstituée par Christo Stefanoff (1898-1966), natif de Bulgarie. Le faux terrain à l'avant-scène est modifié par le peintre. En 1982, un revêtement extérieur en acier émaillé est ajouté à la rotonde, selon les plans de Louis Carrier. 
En août 2017, ce cyclorama est reconnu comme un bien patrimonial par le Ministère de la Culture et des Communications du Québec,. Le Cyclorama de Jérusalem Inc. qui avait annoncé le désir de vendre et de transférer l'entreprise en 2016,  ferme définitivement au public le 14 octobre 2018 (selon le site officiel). Ce bien (la peinture et l'édifice) sont classés patrimonial le 8 août 2019,. La protection s'applique à l'extérieur et à l'intérieur de la rotonde et de son portique, à l'extérieur de l'annexe, à l'enseigne et au terrain sur lequel se trouvent tous ces éléments.